# 두근두근 체인지
《두근두근 체인지》는 대한민국 MBC(문화방송)의 텔레비전 시트콤이다. 2004년 5월 16일부터 2004년 8월 8일까지 매주 일요일에 방영되었다.

## 등장 인물

### 시루떡 시스터즈
- 조정린 (모두 역)

뚱뚱하고 예쁘지도 않은 외모지만 상상력과 감수성이 풍부하다.
- 박슬기 (슬기 역)

연예인에 광분하고 공주병이 있는 슬기. 누가 뭐래도 자신이 예쁘다고 믿는 천성이 착하고 낙천적인 아이. 얼굴도 되고 노래도 되는 최고의 가수가 되는 것이 꿈이다.
- 홍지영 (미미 역)

세상사에 잔뼈가 굵은 터프한 부산 출신 복학생 미미. 불의를 보면 참지 못하고 죽도록 응징한다. 엉뚱한 생각들과 결정들이 남다른 발랄한 삐삐소녀.
- 정시아 (신비 역)

모두가 샴푸로 변신하게 되는 4시간 동안의 미녀! 또 다른 모습의 모두가 되어 새로운 일들을 경험하게 된다.

### 럭셔리 시스터즈
- 김지우 (지우 역)

온몸을 명품으로 도배하고 다니고 자기들끼리 영어이름을 부르는 럭셔리시스터즈의 리더, 빅토리아. 시루떡시스터즈를 무시하고 괴롭히는 것이 학교를 오는 낙이다.
- 강보배 (보배 역)

럭셔리시스터즈의 멤버, 주로 나타샤로 불린다. 시루떡들을 보면 토할 듯 몸부림 친다.
- 소이 (소이 역)

럭셔리시스터즈의 새로운 멤버, 일명 도로시. 모두에 대한 자신의 진심이 거절당하자 모두에 대한 애증(?)으로 럭셔리시스터즈에 가입했으나, 모두에 대한 애틋함과 복수사이에서 괴로워한다.

### 프린세스 브라더즈
- 임준혁 (준혁 역)

지극히도 평범한 대학생 준혁, 모두와는 어릴 때부터 알고 지낸 모두엄마친구의 아들. 모두를 좋아하지만 늘 옆에서 지켜주는 오빠로 묵묵히 사랑을 보여준다. 관심 없는 모두에게 늘 당하지만 모두가 있는 것만으로도 언제나 행복하다.
- 박민호 (민호 역)

모두의 백마 탄 왕자님 민호. 가진 것 없는데 얼굴만 잘생겨서 겉멋만 들은 꽃미남. 모두를 부잣집 딸로 착각하고 모두의 사랑을 얻으려고 노력하는 머리 안 좋은 사기꾼
- 장동직 (동직 역)

시루떡시스터즈의 담임 선생님. 조회시간마다 지극히 개인적인 넋두리를 하는 소심한 노총각. 아이들과 비밀 없이 친해지기를 갈망한다.
- 김동윤 (로미오 역)

짱 엔터테인먼트 소속 연예인이자 현재 최고의 인기를 누리고 있는 톱스타! 잘생긴 외모와는 달리 아이같은 천진난만함을(?) 소유한 어설픈 꽃미남 스타이다.

## 그 외 인물
- 박민호

## 논란
본 작이 만화가 이희정 씨의원작 만화 <내게 너무 사랑스러운 뚱땡이>의 스토리 설정과 인물구도를 표절했다는 이유 탓인지 해당 프로그램의 집필자(신정구)와 담당 PD(노도철)을 상대로 서울남부지방법원에 저작권 침해금지 및 손해배상 청구소송을 제기했다.